# بيرسي كوكس
بيرسي كوكس (بالإنجليزية: Percy Cox) (27 نوفمبر 1864- 20 فبراير 1937) سياسي بريطاني كان المستشار السياسي لحملة الإنكليز العسكرية لاحتلال العراق، ساهم في رسم السياسة البريطانية في الوطن العربي بعد انهيار الدولة العثمانية، حيث شارك قوات الثورة العربية الكبرى بقيادة الشريف حسين في محاربة قوات الدولة العثمانية. شغل منصب المقيم السياسي البريطاني في الخليج العربي وكان على علاقة مع شيوخ دول دول مجلس التعاون الخليجي وتربطه ببعض القبائل علاقات ودية.

## نشأته وحياته
ولد بيرسي زخريا كوكس في 27 نوفمبر 1864 في هيرون بيت في منطقة إكسيس البريطانية.
تخرج من الكلية الملكية البريطانية العسكرية في ساند هيرست، وعين مباشرة بعد تخرجه في الهند من العام 1884 وحتى العام 1890 مع الحامية البريطانية هناك وحوّل في نهاية خدمته العسكرية إلى الخدمة السياسية في الهند أيضا.
انتقل للعمل في منطقة الخليج العربي وإيران العام 1893 واستمر في المنطقة حتى العام 1903 تقلد خلالها عدة مناصب، وفي العام 1911 منح لقب سير كأفضل سياسي في المنطقة وكان ذلك بسبب خدماته أثناء الحرب العالمية الأولى.

## علاقته مع السعودية
كان كابتن المخابرات البريطاني وليم شكسبير أول من قدم عبد العزيز بن سعود لكوكس. كان كوكس المقيم السياسي في بوشهر منذ العام 1904، وكان شكسبير نائباً له في منطقة الخليج وأرسل لاستطلاع قوى ابن سعود لكنه قتل في معركة جراب (25 يناير 1915) بين آل الرشيد والسعوديين حين كان يقود المدفعية السعودية في المعركة. وصف شكسبير ابن سعود في رسالةٍ لكوكس بقوله: «هذا الرجل (ابن سعود) زعيم بدوي داهية، ومن الممكن أن يصعّب علينا تحقيق مأربنا في المنطقة وبسط سيطرتنا على القبائل في الجزيرة».

الملك عبدالعزيز وبيرسي كوكس وغيرترود بيل في استعراض لتجهيزات الجيش البريطاني في البصرة 1916

هدفت بريطانيا من الاتفاق مع ابن سعود لكسبه ضد الأتراك وحلفائهم آل الرشيد مما يخفف الضغط على قواتهم المهاجمة للعراق، وإلهاء للسعوديين عن التوسع في الخليج حيث معاهدات الحماية البريطانية المعقودة مع حكامها، وشل قبائل المنتفق التي تهدد القوات البريطانية أثناء تقدمها في العراق. واظب شكسبير يحث كوكس على عقد الاتفاقية مع ابن سعود، لأن موقف ابن سعود غير المحدد من البريطانيين يسبب إحراجاً لهم.
عقب المباحثات أواخر عام 1914 عقدت اتفاقية في يناير 1915 مثل البريطانيين فيها آرثر باريت المقيم البريطاني في الخليج. بعد مقتل شكسبير استلم بيرسي كوكس مهامه في الكويت في نوفمبر 1916، وبذا غدا كوكس أهم شخصيةٍ بريطانيةٍ في الخليج. ثم استطاع عقد معاهدة دارين (26 ديسمبر 1915) حيث قابل ابن سعود وكان بمعيته جون فيلبي. تتابعت العلاقات بين كوكس وابن سعود حتى توقيع اتفاقية العقير التي تمت في ميناء العقير (2 ديسمبر 1922) فكان كوكس النجم اللامع والصوت الأعلى إذ فرض حدود نجد مع الكويت محدثا منطقة محايدة بين السعودية والكويت لاتزال حتى يومنا هذا، وعين الحدود بين نجد والعراق محدثاً منطقة محايدة أخرى ماتزال هي الأخرى حتى الآن، ومخالفاً ابن سعود في طلبه بادية السماوة التي منحت للعراق.
عمل وزيراً مفوضاً في إيران الفترة من 1918 إلى 1920، وكان مسؤولاً عن الاحتلال البريطاني للعراق. وهو السبب في نقله من منصبه الأخير ليعمل مندوباً سامياً في العراق.

## دوره في العراق
عرف كوكس كرجلٍ هادئٍ حليمٍ لين الطباع لكنه مكار مخادع على عكس ما كان عليه سلفه من الصرامة والشدة. انتدب للعراق ليهيئ الرأي العام العراقي لتقبل فكرة الحكومة العربية المزمع إقامتها والتي أرسلته حكومته للتفاهم على إنشائها، فقد كان معروفاً بدهائه الإنكليزي وأيضاً بمخادعته ومكره كما يصفه اعدائه.
سافر إلى العراق لأول مرةٍ مع الجنرال مود وعيّنه القائد العام رئيساً للحكام السياسيين بالعراق سنة 1917 ثم بعد مضي 4 أشهر على احتلال بغداد صار يُسمى الحاكم المدني، وصار ويلسون نائبَهُ، ثم نقل إلى طهران ليتولى منصب الوزير المفوض البريطاني، وعاد ثانية إلى العراق 1920 لتهدئة الحالة وتشكيل الحكومة الموقتة، فألفها برئاسة عبد الرحمن النقيب، لكنها لم تك ذات فعالية إذ كانت السلطة بيد المستشارين الإنجليز والمسؤولية على الوزراء تحت نظارة المعتمد السامي وإرشاده.
حضر كوكس مؤتمر القاهرة لدراسة شؤون الشرق الأدنى، وهو الذي اقترح تأسيس الجيش العراقي للتخفيف من أعباء بريطانيا، وأجرى التصويت العام والمناداة بالأمير فيصل بن الحسين ملكاً على العراق تأييداً لقرار مجلس الوزراء في 11 تموز/يوليو 1921، وعمل كذلك على تأسيس المجلس التأسيسي. وفي 28 تشرين الثاني/نوفمبر 1922 عند مرض الملك فيصل مارس الحكم مباشرة، فأمر بإغلاق الأحزاب وتعطيل الصحف واعتقال أصحابها وغيرهم من الوطنيين ونفيهم إلى جزيرة هنجام وأرسل الطائرات لقصف القبائل المؤيدة للحركة الوطنية.
منحته حكومته وسام الإمبراطورية البريطانية السامي من الدرجة الأولى، وبقي في الخدمة في المنطقة حتى تقاعده عام 1923، وكان من رجال المكتب الهندي (في المخابرات البريطانية) ومقره بومباي واهتمامه منصب على بلاد ما بين النهرين والطريق البرية إلى الهند، لذلك عمل المشرفون عليه للتفاهم مع حكام الخليج (الكويت، وشيخ المحمرة، وآل سعود)، بينما كان اهتمام مكتب القاهرة حول السويس وعدن والطريق البحرية إلى الهند، وكان همهم الاتفاق مع الحكام المسيطرين على سواحل البحر الأحمر، لذلك اتفقوا مع الشريف حسين الهاشمي في الحجاز وكان لورنس العرب من أهمهم، وكان التطاحن بين المكتبين على أشده.
يصف العديد من المؤرخين العرب دور كوكس في منطقة الخليج العربي والعراق بالكبير والخطير حيث قسم دول المنطقة و شرد قبائلها وأوجد مشكلات جمة بسبب تقسيماته التي اعتمدها وفرضها على دول المنطقة ولازالت هذه الدول حتى الآن تعاني بسبب تلك التقسيمات التي باتت سببا للخلاف بينها. يقارن دور كوكس في الخليج بدور سايكس وبيكو ولايقل أهمية وخطورة عن دورهم.

## دوره في فارس
عقد اتفاقية مع فارس أعلن بموجبها استقلال فارس ظاهراً إلا أن الاتفاقية قيدت فارس بقيود جعلتها تحت الحماية البريطانية.

## وفاته
توفي كوكس في 20 فبراير 1937 عن عمر يناهز 72 عاما، ورغم دوره المحوري في منطقة الخليج إلا أنه لا يزال مجهولاً للكثير من العرب وحتى البريطانيين.